# المجعارة السفلى (إب)

تعديل مصدري - تعديل

المجعارة السفلى محلة تابعة لقرية المربض، التابعة لعزلة البحريين بمديرية إب إحدى مديريات محافظة إب في الجمهورية اليمنية، بلغ تعداد سكانها 27 حسب تعداد اليمن لعام 2004.